# Jaguaraçu
Jaguaraçu é um município brasileiro no interior do estado de Minas Gerais, Região Sudeste do país. Localiza-se no Vale do Rio Doce e pertence ao colar metropolitano do Vale do Aço. Sua população recenseada em 2022 era de 3 092 habitantes. 

## História
A área onde está situado o atual município de Jaguaraçu teve como primeiro proprietário Lizardo José da Fonseca Lana, que doou parte de suas terras à Igreja Católica em nome de São José, em honra à cura de seu filho Teófilo Marques. O lugar, na margem direita do ribeirão da Onça Grande, começou a ser povoado por escravos que foram libertados após a aprovação da Lei Áurea e, após algum tempo, Lizardo José cedeu outra parte de sua propriedade na margem esquerda do curso hidrográfico.
Dado o desenvolvimento do povoado, pela lei estadual nº 843, de 7 de setembro de 1923, é criado o distrito, com a denominação de Jaguarassu, desmembrando-se do distrito de Marliéria (atualmente município) e subordinado a São Domingos do Prata. Seu topônimo significa "onça grande". A emancipação é decretada pela lei nº 1.039, de 12 de dezembro de 1953, que também alterou sua grafia para Jaguaraçu, sendo instalado em 1º de janeiro de 1954. Pela lei nº 1.570, 15 de outubro de 1999, é criado o distrito de Lagoa do Pau.
Em 2017, foi criado o distrito de Lavrinha de Jaguaraçu.

## Geografia
De acordo com a divisão regional vigente desde 2017, instituída pelo IBGE, o município pertence às Regiões Geográficas Intermediária e Imediata de Ipatinga. Até então, com a vigência das divisões em microrregiões e mesorregiões, fazia parte da microrregião de Ipatinga, que por sua vez estava incluída na mesorregião do Vale do Rio Doce.
O município de Jaguaraçu encontra-se situado sob ponto de vista geomorfológico regional na área de abrangência dos Planaltos e Serras do Atlântico-Leste-Sudeste, na borda Oeste da Depressão Interplanáltica do Rio Doce em sua porção meridional, contida no bioma da Mata Atlântica (Floresta Estacional Semi-decidual), cujo domínio natural foi identificado, caracterizado e classificado como "Mares de Morros" (A. Ab' Saber, 2003)
Levando em consideração aspectos regionais, foi estabelecida a Lei Complementar Estadual n. 51 de 30/12/1998 que instituiu a Região Metropolitana do Vale do Aço, a RMVA, formada por três municípios que, para os padrões regionais, podem ser considerados de grande porte; Ipatinga, Coronel Fabriciano e Timóteo; e um de médio porte que é o município de Santana do Paraíso. Além desses quatro municípios, existem outros 22 que constituem o chamado Colar Metropolitano do Vale do Aço. Essa região chama a atenção do governo estadual por apresentar altas taxas de urbanização e crescimento econômico próximo ou acima da média do estado, por isso estão sendo feitos estudos pela Secretaria de Estado de Desenvolvimento Regional e Política Urbana (SEDRU) em busca do desenvolvimento integrado e equânime entre os municípios que constituem a RMVA e o Colar Metropolitano do Vale do Aço. Dentre os diversos fatores que contribuíram para o desenvolvimento dos municípios que integram atualmente a Região Metropolitana do Vale do Aço, podemos citar: a construção da Estrada de Ferro Vitória-Minas (EFVM) nas primeiras décadas do século passado e a implantação das usinas siderúrgicas nos municípios de Timóteo e Ipatinga, sendo respectivamente a empresa Aços Especiais Itabira S.A. (ACESITA) e a USIMINAS, que foram primordiais para impulsionar o desenvolvimento da região ainda desprovida de infraestrutura urbana (Morais, 2008).

### Geologia
O Complexo Mantiqueira constitui a principal unidade geológica que forma o embasamento cristalino da porção meridional da Depressão Interplanáltica do Rio Doce (DIRD), composto predominantemente por rochas gnáissicas, que de forma geral encontram-se profundamente alteradas, apresentando espesso manto de intemperismo, sendo sobreposto a partir da baixa encosta por representativas camadas de aluviões e colúvios, que dão a DIRD a sua conformação morfológica marcante (Projeto Leste, 2002).
Os Planaltos e Serras do Atlântico-Leste-Sudeste, representados regionalmente pelos Planaltos Dissecados do Leste de Minas Gerais compreendem ainda outra importante unidade geomorfológica que encontramos na região de estudo e apresenta características peculiares como, por exemplo, relevo acidentado intensamente desgastado pelos agentes exógenos e elevada densidade de redes de drenagens. A dissecação fluvial atuante nas rochas predominantemente granito-gnáissicas do embasamento Pré-Cambriano resultou em formas de colinas e cristas com vales encaixados e/ou de fundo chato, de maneira generalizada em toda a extensão dos planaltos (G. Dias, 2005).

### Hidrografia
A principal bacia hidrográfica é o Ribeirão da Onça Grande que é uma sub-bacia do Rio Piracicaba e tem como principal atividade econômica as atividades agro-pastoris. Alguns condicionantes físicos são intrínsecos da região de estudo e condicionam o surgimento de algumas feições erosivas que são intensificadas pelo processo de uso e ocupação do solo adotado em praticamente toda a bacia hidrográfica do Ribeirão da Onça Grande. Dentre os agentes causadores dos processos erosivos podem ser citados: que a bacia do ribeirão Onça Grande está localizada em uma área de planaltos dissecados, em que as linhas de topo de morros encontram-se por volta de 800 a 900m de altitude, este fator gera um enorme potencial hidráulico (presença de declividades significativas). Outro aspecto importante é a sua geologia, pois existem rochas no local que oferecem diferentes resistências ao desgaste erosivo, a saber: gnaisses (rocha metamórfica menos resistente) e o granito (magmática intrusiva mais resistente) e juntas vão moldar e condicionar o avanço da frente de intemperismo, resultando em solos rasos (Cambissolos) que são facilmente decapitados pela dinâmica erosiva local. Por fim, a retirada da cobertura vegetal nativa da região (Floresta Atlântica) para a adoção de práticas agropecuárias diversas deflagrou inúmeros processos erosivos (erosão laminar, ravinas e voçorocas) que se tornam evidente ao longo da MG 320 e da bacia hidrográfica do ribeirão da Onça Grande (Morais, 2006) 

## Cultura e lazer

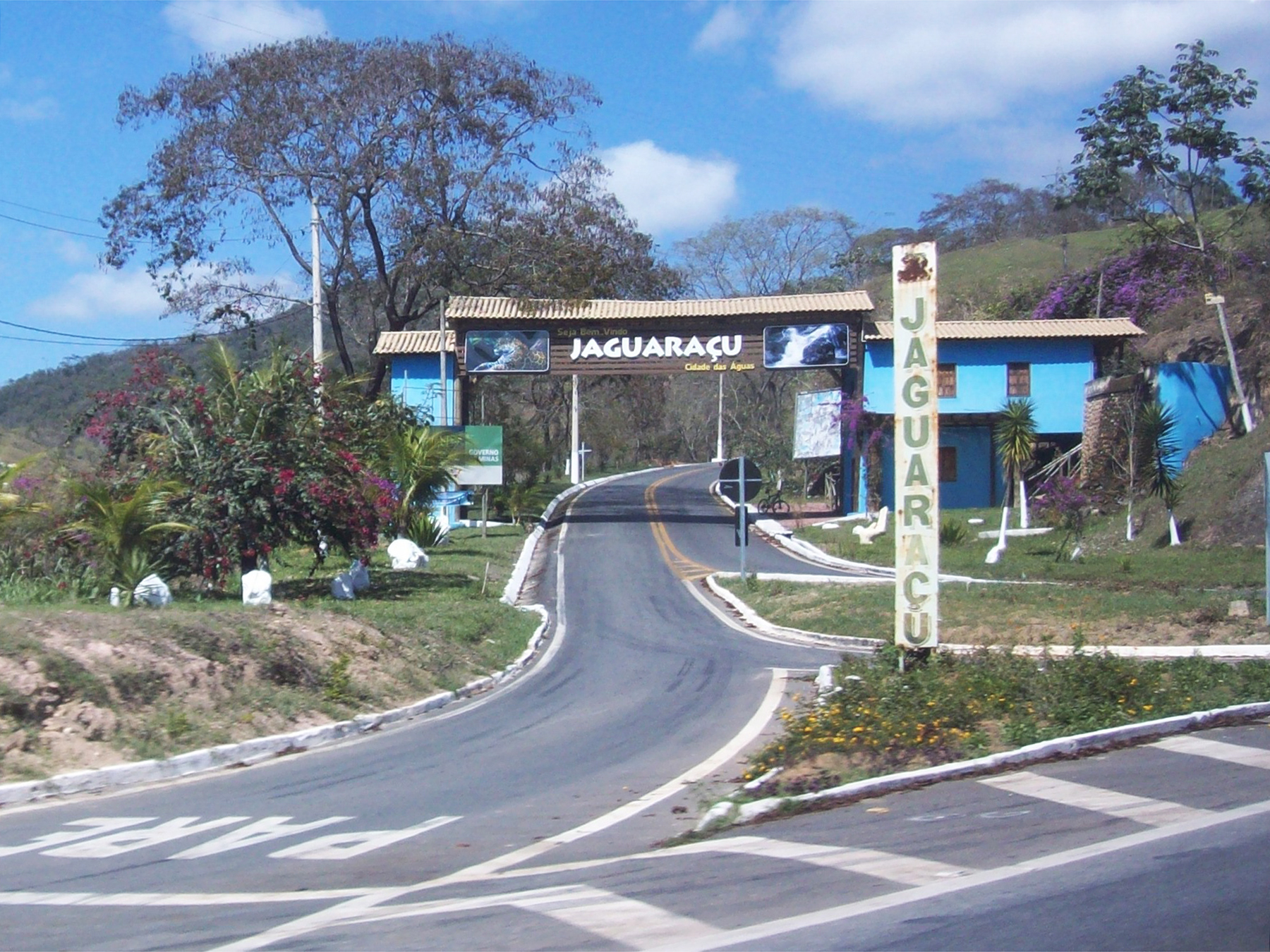
Portal do município no começo da MG-320, que liga a BR-381 à cidade.

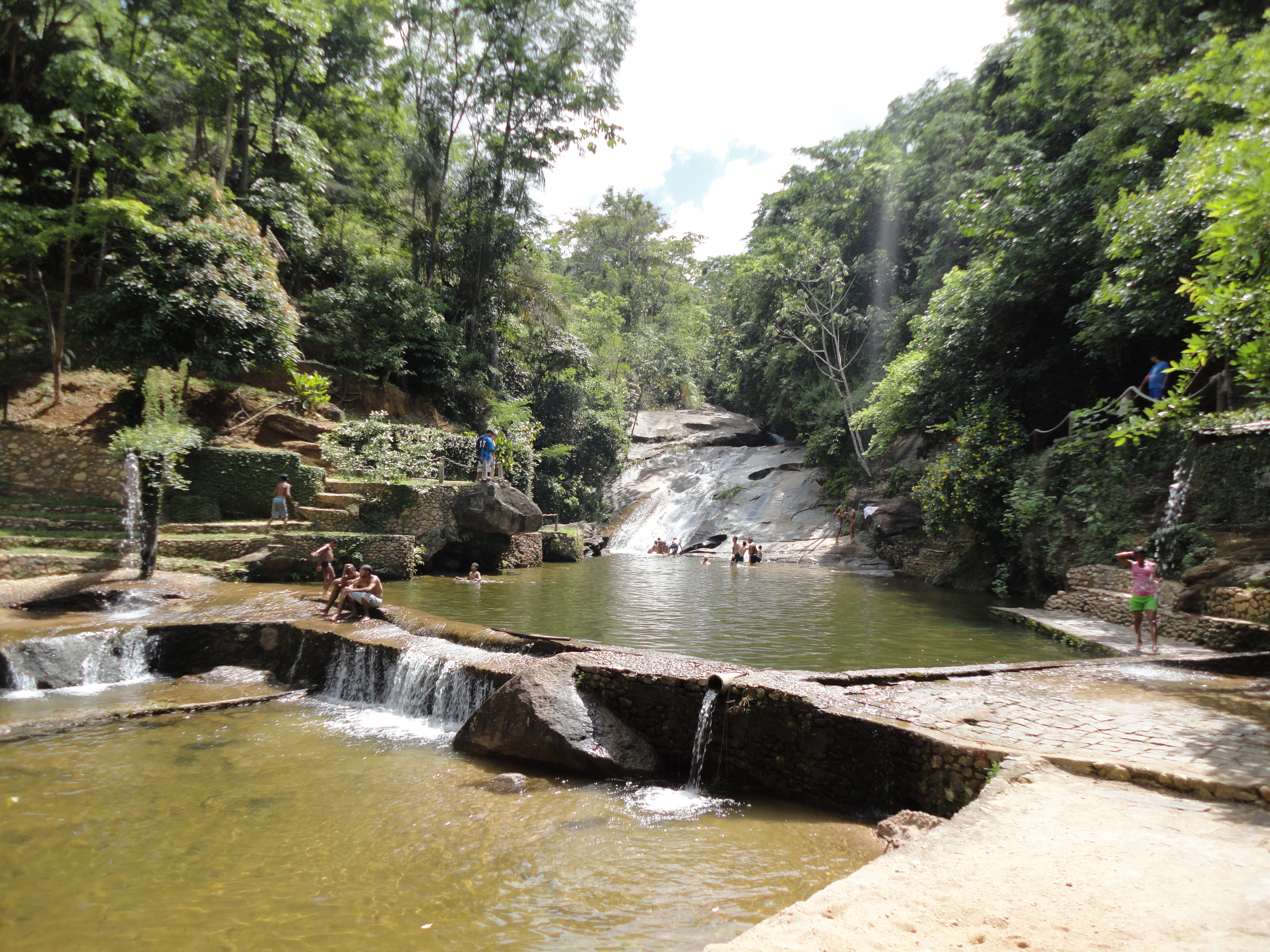
Cachoeiras da Jacuba

O que vai se tornando tradição na cidade é o Encontro de Bandas e a Festa do Rosário, que no mês de Julho, mantém viva a tradição do sincretismo religioso na fusão da cultura negra e a liturgia católica. No mês de Maio é realizada a tradicional Cavalgada de Jaguaraçu, evento de maior movimentação econômica do município que atrai centenas de turistas e reúne produtores rurais e fazendeiros da região em um animado concurso de marchas e apresentação de shows musicais.

### Datas
Uma das mais importantes datas da cidade.
- Festa do Rosário[16]
- Data: Julho.
- Descrição: Festa religiosa tradicional onde reúnem-se vários romeiros da região. O congado anima a festa e homenageia Nossa Senhora do Rosário, padroeira da cidade.
- Local: Ruas, Praças e Igrejas.

### Principais atrativos turísticos
Dado às suas belezas naturais e ao clima de montanha, Jaguaraçu tem descoberto seu potencial de turismo ecológico.
- Área de Proteção Ambiental: São quase 8.000 ha tomados por uma reserva da biosfera da Mata Atlântica de Minas Gerais, com 50 nascentes e 10 cachoeiras que proporcionam aos turistas belezas imensuráveis. A APA Jaguaraçu apresenta uma extraordinária diversidade de fauna e flora, onde não faltam atrações para os turistas. Pousadas, Camping com restaurante e trilhas ecológicas completam a diversidade desta Porção da Mata Atlântica e Refúgio da Vida Silvestre[17].
- Fazenda Paiol: Berço da maior produtora de rapaduras do município, lá encontra-se os mais variados doces e saborosos queijos. O engenho onde essas rapaduras são produzidas é movido à água, um dos poucos da região do Vale do Aço. Nos domínios da Fazenda situa-se a “Serra do Urubu” com cerca de 800 metros, de onde se tem uma visão belíssima da cidade e de toda região. É agraciada com uma enorme cachoeira que surpreendem com suas esculturas rochosas elaboradas pela força das águas.

### Futebol
A principal equipe que representa a cidade em competições pela região é Jaguar Esporte Clube. O clube, cujas cores do uniforme são preto e branco, tem sede na rua Gov. Valadares, Centro do município.

### Filhos ilustres
- José Mayer, Ator de teatro e televisão[18][19];
- Elke Maravilha nasceu na Rússia mas veio para o Brasil ainda criança e foi criada em Jaguaraçu[20].